# Geschiedenis van de Vikingen

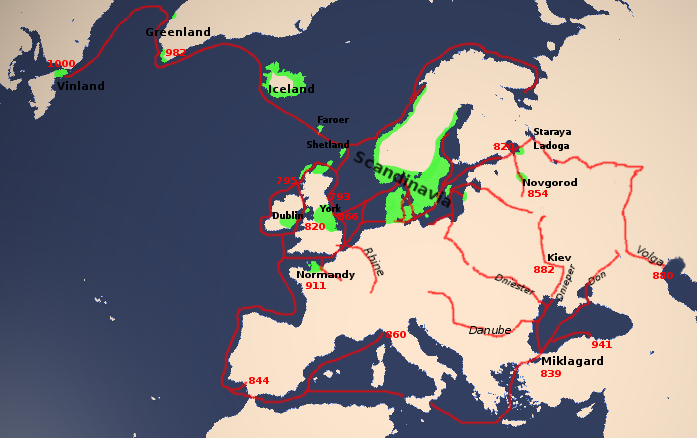
Kolonisatie en tochten van de Vikingen.

Vikinggebieden in de 8e eeuw
Vikinggebieden in de 9e eeuw
Vikinggebieden in de 10e eeuw
Vikinggebieden in de 11e eeuw
gebieden die slachtoffer van regelmatige rooftochten door Vikingen waren

De geschiedenis van de Vikingen behandelt de oorsprong, de plunder- en veroveringstochten, ontdekkingsreizen, lange afstandshandel, kolonisatie en het stichten van nederzettingen in allerlei delen van Europa en aan de Amerikaanse oostkust door groepen mensen die zichelf Vikingen noemden. Ze vespreidden zich  tussen grofweg de jaren 789 en 1100 over heel Europa en omstreken, geholpen door hun scheepsbouw, krijgskunst, inventiviteit en expansiedrang. 

## Oorsprong
De Vikingen behoorden tot de Noormannen, een noordelijke tak van de Germanen en woonden oorspronkelijk in het noordelijke Scandinavië. Hun godsdienst, dagelijkse leven, cultuur en mythologie kwamen grotendeels met die van de overige Germanen van Europa overeen. De Germanen die in de meer zuidelijke gebieden van Europa woonden waren echter inmiddels grotendeels christelijk geworden en ze hadden veel cultuur overgenomen van de voormalige 'Romeinen' van het tijdens de Grote Volksverhuizing (5e eeuw) door hen veroverde West-Romeinse Rijk.

## De vroege middeleeuwen
De Vikingen zijn vooral bekend komen te staan als plunderende krijgers, door hun tijdgenoten de 'plaag uit het Noorden' genoemd, maar dat is een onvolledig beeld. Naast krijgers die inderdaad plunderden, verkrachtten en moordden waren ze tevens ontdekkingsreizigers, kolonisten, ambachtslieden, handelaars en scheepsbouwers. De Vikingen werden voor het eerst in 789 gesignaleerd en begonnen hun rooftochten in 793 met de plundering van het klooster op het eiland Lindisfarne, voor de noordoostelijke kust van Engeland, ter hoogte van het huidige Berwick-upon-Tweed. In de veroveringstochten van de Vikingen kan men twee periodes onderscheiden. Van 789-840 ging het om plundertochten waarbij een gebied dat werd aangevallen even snel weer verlaten werd. Kloosters waren door de aanwezige kostbaarheden geliefde doelwitten. Maar vanaf 840 zouden ze meer gestructureerd te werk zijn gegaan, onder andere door kampen op te richten. Hier was dan eerder sprake van kolonisatie. De schaal waarop werd geplunderd was ook ingrijpender. De vloten werden steeds groter en beter georganiseerd. Slavernij en een opkomende nijverheid in Scandinavië waren een belangrijke motor achter de vervaardiging van schepen, zeilen, kleren en wapens.

### Voorgeschiedenis
Wat er vóór 793 gebeurde is van belang: het betreft het meedogenloze beleid van Karel de Grote in drie aspecten: de Saksenoorlogen, zijn religieuze intolerantie en zijn monetaire hervorming. 
- De Saksenoorlog. Widukind, de Saksische leider, had nauwe banden met de Denen. Twee gruweldaden van deze oorlog zijn: het Bloedbad van Verden en de massale deportaties (zie Danevirke en Abodriten).[3][4]
- Religieuze intolerantie. Evenals de Saksen hingen de Vikingen enorm aan hun eigen cultus (Noordse mythologie) en waren ze niet van plan zich zomaar te laten kerstenen.[5]
- Munthervorming. Sinds de Islamitische veroveringen was het goud in Europa zeldzaam geworden, hetgeen Karel de Grote verplichtte van de gouden standaard over te stappen naar de zilveren standaard. De Vikingen hadden echter al vlug door dat het goud zich in de kerken en kloosters bevond.

Door uiteenlopende redenen als polygynie en veranderende machtsstructuren in Scandinavië zelf vonden steeds meer plunderingen en veroveringen plaats. Ook de infanticide onder jonge meisjes wordt als mogelijkheid genoemd voor een mannenoverschot. Het is een oude misvatting dat de Vikingen vanwege overpopulatie op plundertocht gingen. Europa was demografisch juist herstellende van de Grote Volksverhuizing.
Een andere belangrijke reden voor de rooftochten was het feit dat bij de Vikingen de oudste zoon de enige erfgenaam was, die alle bezittingen van zijn vader overnam. Er was dus een groot overschot aan jonge mannen dat naast een vrouw ook een andere bron van inkomsten moest zoeken. Vaak sloten de mannen zich aan bij de jaarlijkse handels- annex plundertochten. Deze werden waarschijnlijk opgezet door de nieuw ontstane kust-georiënteerde koninkrijken. De kolonisatiepogingen en rooftochten richtten zich op verschillende gebieden. Globaal kan gezegd worden dat de Vikingen uit het huidige Denemarken, Noorwegen en Zweden respectievelijk zuidwaarts, westwaarts en oostwaarts actief waren.

### De Deense Vikingen
De Deense Vikingen teisterden het vasteland van West-Europa met hun plundertochten. Een groot deel van Engeland kwam in hun macht, dit gebied werd de Danelaw genoemd. Het Franse Normandië heeft zijn naam aan de Deense Noormannen te danken en de invloed van de Vikingen strekte zich zelfs uit tot grote delen van de Middellandse Zee. Aanvankelijk leek het alsof niemand de Vikingen kon weerstaan. Dit kwam vooral door het verrassingseffect van de invallen en door de snelheid waarmee ze werden uitgevoerd.
Een in kerkelijke bronnen beschreven geval van meermalige plunderingen door de Vikingen was Dorestad - vlak bij het huidige Wijk bij Duurstede - een havenplaats aan de Rijn in Nederland. Dorestad zou daarin vanaf 834 tot 863 meermaals geplunderd zijn. Tot 839 gebeurde dit jaarlijks op aandringen van Lotharius I, om druk uit te oefenen op zijn vader Lodewijk de Vrome. De in 826 tot het christendom bekeerde clan van Klakk-Haraldr Halfdansson en zijn neven Haraldr junior en Hroerekr (Rorik) speelde daarbij een rol. Door de opmars van de Franken in Saksisch gebied voelden de Deense koning Siegfried zich bedreigd. Het leidde tot een broedertwist onder Siegfrieds zonen Halfdan, die de Franken vriendelijk gezind was en Godfried. Door het onveilig maken van doorvoerroutes en het platbranden van Dorestad stagneerde de toevoer van goederen naar de Frankische kerngebieden. Vader en zoon verzoenden zich in 839. De Denen waren er medeverantwoordelijk voor dat in 843 Lotharius geheel Frisia ten noorden van de Schelde kon opnemen in zijn Midden-Francië.
Een andere bron meldde in het jaar 857 de plundering en verwoesting van Meginhardeswich, later bekend als Meinerswijk bij Arnhem. In 885 sloegen de Vikingen onder aanvoering van Siegfried het Beleg van Parijs (885-886). Keizer Karel de Dikke gaf hen in 886 een vrije aftocht. In 885 werd Godfried de Noorman, de Vikingenleider en hertog van Friese kustgebieden, in opdracht van Karel de Dikke vermoord. Godfried had gebied van Rorek overgenomen, die ook als Friese hertog aangesteld geweest was. Daarmee kwam er een einde aan het tijdperk van Deense heersers in de Lage Landen, die in 827 met de komst van Harald Klak naar Oost-Frisia was begonnen.
Na verloop van tijd ontwikkelden de 'slachtoffers' van de Vikingen een betere verdediging tegen de aanvallen. Dat kwam door een betere organisatie en doordat men begon met het bouwen van verdedigingswerken zoals versterkte burchten die door aanvallers bijna niet in te nemen waren. In 871 versloeg Alfred de Grote de Vikingen in de Slag bij Ashdown. In 881 verloren de Vikingen de Slag bij Saucourt-en-Vimeu tegen Lodewijk III van Frankrijk, bezongen in het Ludwigslied. In 891 versloeg Arnulf van Karinthië de Vikingen in de Slag bij Leuven, ook 'Slag aan de Dijle' genoemd. Dit was een kantelpunt in de Frankische opstelling. Daarvóór was een bovenmenselijke slagkracht aan de Noormannen toegeschreven. Een laatste strooptocht werd vanuit Leuven in oostelijke richting ondernomen, waarna men naar Engeland trok. De Vikingen kregen steeds meer nederlagen te verduren  en nadat Karel de Eenvoudige aan Rollo in 911 met het verdrag van Saint-Clair-sur-Epte een gebied in Neustrië aan de monding van de Seine rond Rouen gaf (het huidige Normandië), werd met de Vikingen definitieve vrede bereikt in Vlaanderen. Ragnvald kreeg de streek rond Nantes overgedragen.
Hendrik de Vogelaar viel Denemarken binnen in 934 en onderwierp koning Knut, de heerser van Hedeby, die de Friese kusten zou hebben aangevallen. De koning en zijn gevolg werden met de wapenen tot het christendom gedwongen. In 937 verloren de Vikingen de Slag bij Brunanburh van Athelstan van Engeland. Met de Deense koning Harald Blauwtand en zijn zoon Svein Gaffelbaard kwamen er weer militaire successen in Engeland. Politieke ballingen plunderden de West-Europese kusten. Stavoren werd in 991 aangevallen en de Elbe- en Wezermondingen in 994. Eind 10e eeuw zouden, volgens de biografie over de heilige Walfried en zijn zoon Radfried, de Groninger Ommelanden zijn aangevallen, waarbij de Groningse bevolking werd uitgemoord en de Sint-Maartenskerk in de as gelegd. Nadat Svein de Deense troon heroverde op de Zweden en zijn volgelingen de Engelse kusten bleven aanvallen, organiseerde de Angelsakisische koning Aethelred in 1002 een 'bijltjesdag', waarbij alle Denen, die in Engeland gepakt konden worden, werden afgeslacht. Ook de zuster van Svein Gaffelbaard, Gunnhild, kwam daarbij om het leven en de Deense koning mobiliseerde zijn leger. In 1006 arriveerde zijn vloot in Kent en in 1009 opnieuw onder Thorkel de Lange. De Deense vloot voer over de binnenwateren door de Lage Landen. De strijd leidde tot de Deense hegemonie in Engeland. Na 1009 kwamen er geen Noormannen meer: hun thuislanden kwamen onder invloed van het Europese vasteland en het christendom en werden feodale mogendheden. De Noormannenperiode was voorbij.

### De Noorse Vikingen
De Noorse Vikingen voeren naar het westen en koloniseerden IJsland en Groenland. Rond het jaar 1000 werd zelfs de oostkust van het huidige Canada ontdekt en verkend door Leif Eriksson, de zoon van Erik de Rode. De Vikingen deelden de oostkust van Noord-Amerika op in drie gebieden, namelijk het noordelijke en rotsachtige Helluland (vermoedelijk Baffineiland en noordelijkere eilanden), het zuidelijkere en bosrijke Markland (vermoedelijk Labrador) en ten laatste het nog zuidelijker gelegen Vinland. In Vinland werd een kleine kolonie gesticht, die echter al snel verlaten werd doordat de Vikingen te veel weerstand ondervonden van de plaatselijke indianen, die ze "Skraelingen" noemden. Een Vikingnederzetting is inderdaad teruggevonden bij het Canadese plaatsje L'Anse aux Meadows op Newfoundland. Er is discussie of Newfoundland gelijkstaat aan Vinland, er slechts een deel van was, of nog bij Markland behoorde. Alleszins moet Vinland minstens nog zuidelijker gereikt hebben, al is het onduidelijk hoe zuidelijk. Hoewel er uiteindelijk geen blijvende vestiging van de Vikingen is geweest, werden er later wel regelmatig expedities naar Markland georganiseerd om Groenland, dat dichter bij Canada ligt dan bij Europa, van goed timmerhout te voorzien.
Groenland bleef bijna vierenhalve eeuw bewoond, namelijk van 985 tot de vroege 15e eeuw. Er is geen consensus over de reden van de ondergang van de kolonie, al wordt het kouder wordende klimaat (het begin van de Kleine IJstijd valt ongeveer samen met de ondergang van de Groenlandse kolonie) vaak als hoofdreden naar voren geschoven. Ook vijandigheden met de later oprukkende proto-Inuit van de Thulecultuur die eveneens door de Noren "Skraelingen" genoemd werden en verminderd contact met de rest van Europa worden als bijkomende redenen vaak aangehaald.
Pas in 1721 werd Groenland weer permanent door Deense kolonisten bewoond. IJsland kreeg al snel te maken met milieuproblemen, zoals ontbossing en bodemerosie en kampte in zijn geschiedenis regelmatig met hongersnood. De kolonie werd echter gered door haar ligging nabij Noorwegen (een tweetal dagen varen met een Vikingschip), een verstandig milieubeleid (zoals het voorkomen van overbegrazing, het fokken van zuinigere schapen in de plaats van 'gulzige' koeien en varkens) en het opbouwen van een eigen vissersvloot.
Aan het einde van de 10e eeuw, beschreven in de Heimskringla, stroopte de Noorse balling Olaf Tryggvason de Noordzeekusten af, soms bijgestaan door de Deense koning Sven Gaffelbaard.

### De Zweedse Vikingen
De Zweedse Vikingen richtten hun aandacht aanvankelijk op de Baltische gebieden, maar later trokken zij steeds dieper Rusland in, waar ze belangrijke nederzettingen stichtten zoals Staraja Ladoga en Novgorod. Met de handelsroute van de Varjagen naar de Grieken gebruikten deze zogenaamde Varjagen de Russische rivieren als verkeersaders naar de Zwarte Zee en vervolgens het rijke Constantinopel (de hoofdstad van het Byzantijnse Rijk), en verder naar het Midden-Oosten. Zelfs de Kaspische Zee werd via de handelsroute over de Wolga aangedaan door Vikingen die handelden met (of plunderden bij) de aanliggende volkeren.
De Zweedse Vikingen speelden een cruciale rol bij het ontstaan van Rusland. De Ruriken maakten de stad Kiev tot een rijke welvarende handelsstad en hoofdstad van de Kiever Roes. Het Kievse Rijk spreidde zich uit van de noordkust van de Zwarte Zee tot aan het koude Karelië in het noorden. Naast Kiev was ook Novgorod een voorname stad.
De Vikingen waren de stichters van de Rurikdynastie die nog tot aan het begin van de Vroegmoderne Tijd aan de macht zou blijven. Door interne strijd tussen de kleine vorstendommen die ontstonden viel het land uiteen in tientallen onafhankelijke vorstendommen als Novgorod, Pskov, Kiev, Vladimir-Soezdal, Wolynië en Galicië.

## Hoge en late middeleeuwen
Tussen 1000 en 1100 werd Scandinavië bezocht door christelijke predikers. Daarmee werden ook de Vikingen geleidelijk bekeerd tot het christendom en verdween de 'plaag uit het Noorden'. In het belang van een goede relatie met het moederland bekeerden de Vikingkolonies op de Orkney-, Shetland- en Faeroëreilanden, IJsland en Groenland zich ook. De directe nakomelingen van de Vikingen zijn de huidige Denen, IJslanders, Noren en Zweden. Ook een gedeelte van de bewoners van de door hen gekoloniseerde gebieden mag de Vikingen tot hun voorouders rekenen zoals diverse DNA-onderzoeken onder de bevolking van Groot-Brittannië (Engeland, Orkney, Schotland, Shetland, ...) en Ierland hebben aangetoond.

## Mythe van de gehoornde helmen
Veel mensen denken aan helmen met hoorns als ze de term Viking horen. Dit is historisch incorrect. In de 19e eeuw vonden archeologen vaak holle hoorns naast helmen in graven van Vikingen. Lange tijd geloofde men dat de hoorns oorspronkelijk vastzaten aan de helm. Dit beeld verspreidde zich gedurende de 19e eeuw door de gehele wereld. Daarna bewezen archeologen dat de hoorns gewoon een functie hadden als drinkbeker, een drinkhoorn, en bijgevolg niets met de helm te maken hadden. Het beeld van de helm met de hoorns komt vooral door de beroemde opera Tristan en Isolde van Wagner. De hoofdpersonen waren door de 'kostuumontwerper' zo aangekleed. Doordat de opera zo'n succes was werd zo het beeld van de Vikingen onder het volk verspreid.